# Eleccions generals espanyoles de 1914

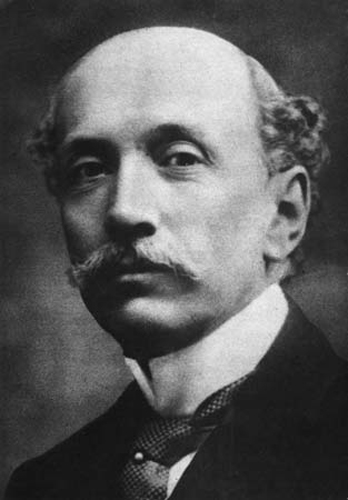
El conservador Dato, cap de govern fins a la crisi de desembre de 1915

Eleccions generals espanyoles de 1914 foren convocades abans de la Primera Guerra Mundial, en la que Espanya es declararia neutral,sota sufragi universal masculí. En total foren escollits 409 diputats, i el partit més votat fou la coalició de les dues fraccions del Partit Conservador, dirigit per Eduardo Dato e Iradier. Les dues fraccions del Partit Liberal van restar força lluny. També es presentà una Conjunció Republicano-Socialista, que aplegava els diferents partits republicans i el PSOE, però no pas els Radicals de Lerroux i la UFNR, que anaven plegades pel Pacte de Sant Gervasi, tot i que a Catalunya no aconseguiren desbancar l'hegemonia de la Lliga Regionalista.
Fou elegit president del Congrés el conservador Augusto González-Besada y Mein i president del Senat Marcelo Azcárraga, mort el 1915 si substituït per Joaquín Sánchez de Toca Calvo. El cap de govern fou Eduardo Dato e Iradier, però el 9 de desembre de 1915 va dimitir per diferències internes en el partit i cedí el govern al comte de Romanones, qui convocaria eleccions el 6 d'abril de 1916.
Com va passar a totes les eleccions durant la restauració borbònica a Espanya, el resultat va estar determinat per endavant («encasellat») gràcies al frau electoral sistemàtic portat a terme per la xarxa caciquil estesa per tot el territori. En aquestes eleccions, com a la resta, el govern que les convocava les guanyava, ja que en el règim polític de la Restauració els governs canviaven abans de les eleccions i no després com passava en els règims parlamentaris no fraudulents.
Durant aquesta legislatura es va constituir la Mancomunitat de Catalunya, presidida per Enric Prat de la Riba.

## Composició de la Cambra
| ← Eleccions generals espanyoles, 8 de març de 1914 → |        |                                                   |
| Partit                                               | Escons | Líder                                             |
| Conservadors                                         | 193    | Eduardo Dato e Iradier                            |
| Partit Liberal                                       | 84     | Comte de Romanones                                |
| Partit Liberal -demòcrata                            | 38     | Manuel García Prieto                              |
| Conservadors mauristes                               | 22     | Antoni Maura i Montaner                           |
| Lliga Regionalista                                   | 13     | Francesc Cambó                                    |
| Coalició Republicana-Radical                         | 11     | Alejandro Lerroux                                 |
| Partido Reformista                                   | 11     | Melquíades Álvarez                                |
| Conjunció Republicano-Socialista                     | 10     | Roberto Castrovido Sanz                           |
| Coalició Tradicionalista-Integrista                  | 7      | Enrique de Aguilera y Gamboa, marquès de Cerralbo |
| Conservadors ciervistes                              | 5      | Juan de la Cierva y Peñafiel                      |
| Catòlics independents                                | 5      | Marquès de Santillana                             |
| Partit Republicà Democràtic Federal                  | 1      | Joaquim Pi i Arsuaga                              |
| PURA                                                 | 1      | Fèlix Azzati i Descalci                           |
| Nacionalistes republicans catalans                   | 1      | Francesc Macià                                    |
| Independents                                         | 5      |                                                   |
| No establerts                                        | 1      |                                                   |

## Resultats per circumscripcions

### Catalunya
- Barcelona
  - Francesc Cambó i Batlle (Lliga Regionalista)
  - Carles de Camps i d'Olzinellas (Lliga Regionalista)
  - Josep Bertran i Musitu (Lliga Regionalista)
  - Manuel Farguell i de Magarola (Lliga Regionalista)
  - Lluís Ferrer-Vidal i Soler (Lliga Regionalista)
  - Joan Garriga i Massó (Lliga Regionalista)
  - Bonaventura Maria Plaja i Tapis (Lliga Regionalista)
  - Pere Rahola i Molinas (Lliga Regionalista)
  - Albert Rusiñol i Prats (Lliga Regionalista)
  - Narcís Verdaguer i Callís (Lliga Regionalista)
  - Pere Corominas i Montanya (republicà)
  - Hermenegildo Giner de los Ríos (Partit Republicà Radical)
  - Manuel González i Vilart (Conservador)
  - Joaquim Sagnier i Villavecchia (Conservador)
  - Enric Turull i Comadran (Conservador)
  - Lluís Vila i Miralles (Conservador)
  - Laureà Miró i Trepat (Partido Reformista)
  - Josep Zulueta i Gomis (Partido Reformista)
  - Carles Padrós i Rubio (Liberal)
  - Alfons Sala i Argemí, comte d'Égara (Unión Monárquica Nacional)
- Girona
  - Joan Ventosa i Calvell (Lliga Regionalista)
  - Eusebi Bertrand i Serra (Lliga Regionalista)
  - Salvador Albert i Pey (republicà)
  - Eduardo Fernández del Pozo y del Río (republicà)
  - Joaquim Salvatella i Gibert (republicà)
  - Carles Cusí i de Miquelet (Liberal)
  - Pere Llosas i Badia (Comunió Tradicionalista)
  - Gustau Peyra i Anglada (Conservador)
- Lleida
  - Felip Rodés i Baldrich (republicà)
  - Eduard Aunós i Cau Partit Conservador)
  - Pere Milà i Camps (independent)
  - Emili Riu i Periquet (Liberal)
  - Josep Matheu i Ferrer (Liberal)
  - Francesc Macià i Llussà (nacionalista independent)
  - Josep Llari i Areny (Partido Reformista)
  - Ricardo Ramos Cordero (Partit Conservador)
- Tarragona
  - Albert Dasca i Boada (Liberal)
  - Julià Nougués Subirà (republicà)
  - Marcel·lí Domingo i Sanjuan (republicà)
  - Jaume Carner i Romeu (republicà)
  - Antoni Maria de Veciana i Llari (Conservador
  - Manuel Kindelán y de la Torre (Liberal-Demócrata)
  - Joan Caballé i Goyeneche (republicà)
  - Juan Barco Cosme (independent)
  - Josep Nicolau i Sabater (Unión Monárquica Nacional)

### Illes Balears
- Josep Socias Gradolí (Conservador)
- Josep Cotoner Allendesalazar, comte de Sallent (Conservador)
- Antoni Maura i Montaner (Conservador)
- Jeroni Estades i Llabrés (Conservador)
- Alexandre Rosselló i Pastors (liberal romanonista)
- Gabriel Squella Rossiñol, marquès de Menas-Albas (Conservador])
- Lluís Tur i Palau (Conservador)

### País Valencià
- Alacant
  - Salvador Canals y Vilaró (Conservador)
  - José Jorro Miranda (Conservador)
  - Gabino Bugallal Araujo (Conservador)
  - Leopoldo García Durán (Conservador)
  - Augusto González-Besada y Mein (Conservador)
  - Antonio Torres Orduña (Conservador)
  - José Torres Sala (Conservador)
  - José Francos Rodríguez (liberal-demòcrata)
  - Vicente Ruiz Valarino (liberal-demòcrata)
  - Manuel Ruiz Valarino (liberal-demòcrata)
  - Eduardo Vega de Seoane y Echevarría (liberal-demòcrata)
- Castelló
  - Vicente Cantos Figuerola (liberal-demòcrata)
  - Juan Navarro Reverter y Gomis (liberal-demòcrata)
  - Ramón Saiz de Carlos (liberal-demòcrata)
  - Luis Esteban y Fernández del Pozo (liberal)
  - José María Azcárraga Fesser (Conservador)
  - Antonio María Fabié Gutiérrez de la Rasilla (Conservador)
  - Ramón Salvador Celades (Conservador)
  - Emilio Santa Cruz Chordi (Partit Republicà Radical)
- València
  - Fèlix Azzati i Descalci (PURA)
  - Enrique Alcaraz Martínez (Liberal)
  - José García-Berlanga Pardo (Liberal)
  - Vicente Gimeno Rodríguez Jaen (liberal romanonista)
  - Carlos Hernández Lázaro (Conservador)
  - Joaquín Lacasta España (Conservador)
  - Francisco de Laiglesia y Auset (Conservador)
  - Rafael Martínez Agulló y Juez Sarmiento (Conservador)
  - Francisco Moliner Nicolás (Conservador)
  - Emeterio Muga Díez (Conservador)
  - Vicente Noguera y Aquavera (Conservador)
  - Juan Bautista Valldecabres Rodrigo (Conservador)
  - Luis Vallier García-Alesson Lapeire (Conservador)
  - José Maestre Laborde-Boix (Conservador ciervista)
  - José Montesinos Checa (Conservador ciervista)
  - Manuel Simó Marín (Comunió Tradicionalista)